# Jean Collins Makaka
Jean Collins Makaka Papekaka, né le 7 mai 1977 à Lisala, est un homme politique congolais (RDC). Il est gouverneur de la province de la Mongala depuis le 29 avril 2024,.

## Biographie
Il est ministre de l'Intérieur au sein du gouvernement de la province de la Mongala dirigé par Serge Mongulu.

## vie privée
Jean collins MAKAKA est marié et père des enfants

## relation avec le vpm de la fonction publique
le gouverneur de la province de la mongala a une relation particulière avec le vpm de la fonction publique et ce dernier est son parrain politique. 